# Betriebskrankenkasse Braun-Gillette
Die Betriebskrankenkasse Braun-Gillette war ein Träger der gesetzlichen Krankenversicherung in Deutschland aus der Gruppe der Betriebskrankenkassen. Zum 1. Januar 2017 fusionierte die BKK Braun-Gillette mit der Pronova BKK und firmiert unter deren Namen.
Die Krankenkasse war bundesweit geöffnet. Die Hauptverwaltung hatte ihren Sitz in Kronberg im Taunus, Geschäftsstellen gab es unter anderem in Marktheidenfeld, Walldürn, Wiesbaden und Berlin. 
Ihren Ursprung hatte die Kasse bei den Rasiererherstellern Braun und Gillette sowie bei DBV-Winterthur.

## Beitragssätze
Seit 1. Januar 2009 wurden die Beitragssätze vom Gesetzgeber einheitlich vorgegeben. Die BKK erhob ab 1. Januar 2016 einen einkommensabhängigen Zusatzbeitrag in Höhe von 1,4 Prozent des beitragspflichtigen Einkommens, der zum 1. Mai 2016 auf 1,9 Prozent erhöht wurde.